# 6298 Sawaoka
6298 Sawaoka è un asteroide della fascia principale. Scoperto nel 1988, presenta un'orbita caratterizzata da un semiasse maggiore pari a 3,1063791 UA e da un'eccentricità di 0,2703691, inclinata di 3,83948° rispetto all'eclittica.